# 迷你臘腸犬

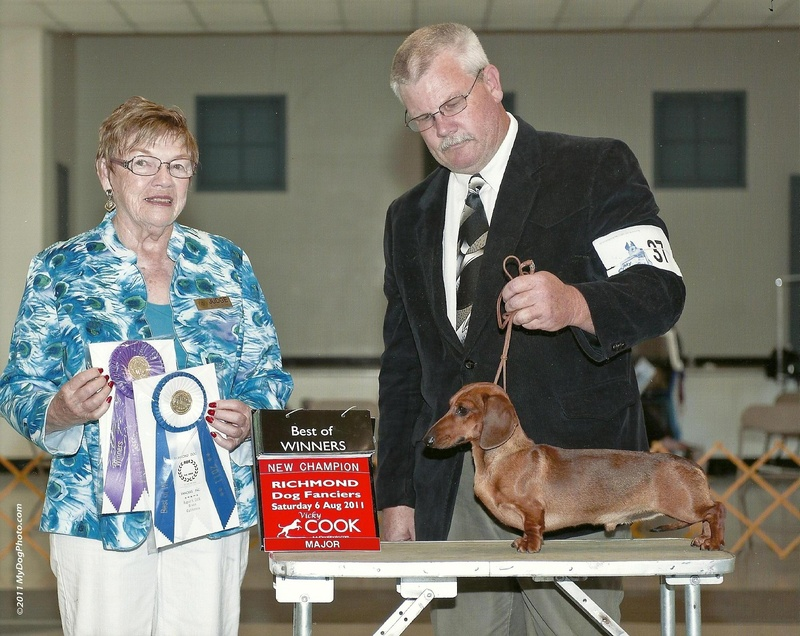
一只正在接受審核的迷你腊肠狗。

迷你臘腸犬是小型化的标准腊肠犬。 

## 历史
腊肠犬是十六世紀或更早之前在德國培育出來的。 腊肠犬这个名字来自德语单词 dachs（獾）和 hund（狗）。腊肠犬于1870年首次引進到美国，被用於猎兔運動，并于1885年成為官方认可品種。在十九世纪后期，德国猎人希望有小型化的腊肠狗可以用於狩獵欧洲野兔，因為欧洲野兔躲藏的地洞比腊肠犬历史獵物（獾和狐狸）躲的洞來的小。起初，小型腊肠狗只是身材較瘦小的普通臘腸狗，但后来则是特意将腊肠狗与其他迷你犬杂交培育。以这种方式培育小型腊肠犬大多数都没有腊肠犬的特征（特别是其狩猎能力），所以这种杂交方式在1910年被放弃，改采用更耗时的方法運用較瘦小的普通臘腸犬经过多代选育配種以缩小体型。 

## 外观及特点
與标准尺寸臘腸狗一樣，迷你腊肠犬也有三种皮毛外觀：短毛、长毛和硬毛。它们还具有多种颜色和图案：红色，奶油色，黑色和棕褐色混合，巧克力色和棕褐色混合，蓝色和棕褐色混合以及灰黃色和棕褐色混合。 在腊肠犬中的毛皮图案有斑纹，斑纹（梅尔），花斑和黑貂。在美国，小型腊肠犬的体重通常为8到11磅。 背的高度为5到7英寸。

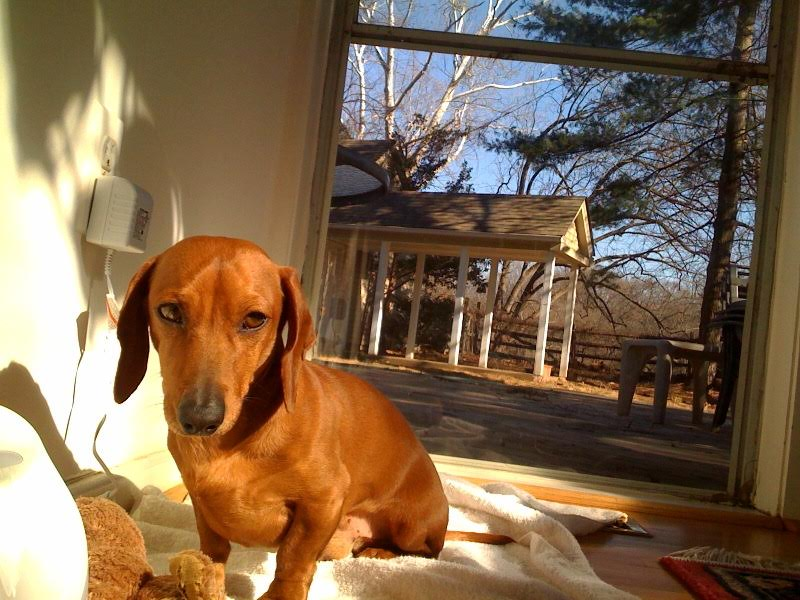
砖红色，短毛，纯种的迷你腊肠犬。

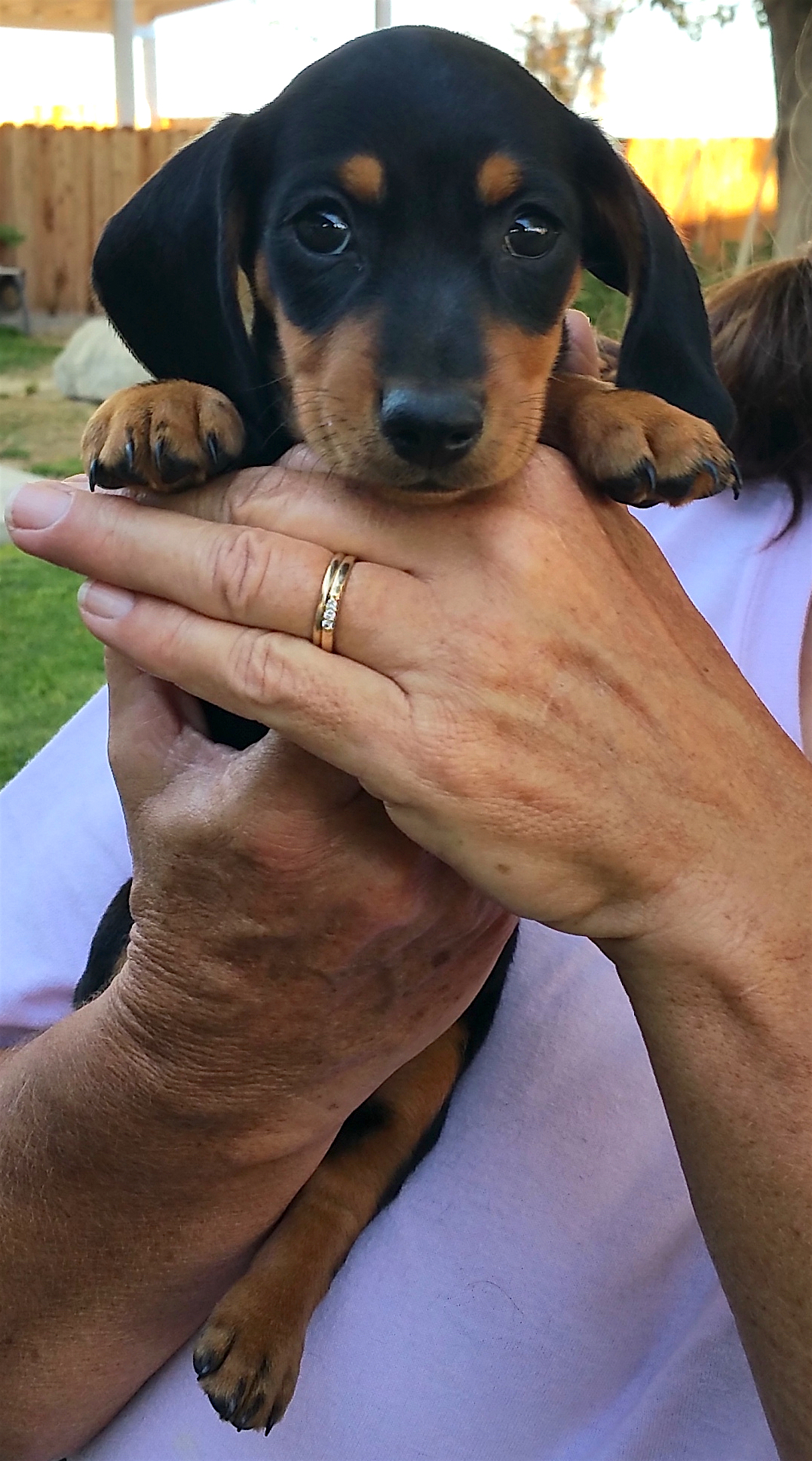
一只7周大的棕褐色，棕褐色，短毛的纯种迷你腊肠犬。

迷你腊肠狗非常低矮，身体长而腿短，肌肉发达。皮肤在肌肉收缩的地方富有弹性且柔韧，没有过多的皱纹。迷你腊肠犬既不笨拙，也不缺乏活动能力，大胆，有自信和智能机敏的面容。敏锐的鼻子使它们比其他大多数品种的狗尾随优势。 
在美国，英国和大多数英语系国家中，迷你腊肠狗只有一個品種。 但是在德国和国际犬业联盟（世界犬联）的那些国家中，实际上有两种迷你腊肠犬：迷你犬（zwerg）和兔子犬（kaninchen）。兔子犬小于迷你犬，这两种尺寸的区别在于胸围而不是体重。 

## 气质
迷你腊肠犬是為了狩猎而培育，所以精神振奋，天生独立。他们具有敏锐的智力，并且有高度的独立思考能力。不同皮毛類別都有其的特色，因为它们的血统稍有不同。它们非常适合有大孩子的家庭，因为他们需要耐心教養。 他们顧家，当陌生人靠近时会大声吠叫。但在熟悉之后通常会接纳陌生人。   

## 卫生保健
迷你腊肠犬在农村和城市地区都可以舒适地生活。它们是非常有活力的狗，所以每天都需要運動。长毛和硬毛品种需要每周刷牙。迷你腊肠犬通常可以活最少12到14年（通常會更长）。由于腊肠狗身體比較长，所以容易出现背部问题，例如从沙发跳下的动作可能對他們很危險。建议购买适合狗狗的楼梯或坡道来缓解此问题。在迷你腊肠犬和标准腊肠犬中常见的疾病是椎间盘疾病（IVDD）。 这种疾病通常在三至六岁之间发作。可能发生的并发症是后腿麻痹以及对膀胱和肠蠕动失去控制。其他潜在的健康问题包括髋关节发育不良，眼睛问题，例如持續性视网膜萎缩（PRA）和肥胖。 迷你长毛腊肠狗可以用DNA测试來檢查持續性视网膜萎缩。